# Donald Duke
Donald Duke, född 30 september 1961, var guvernör i provinsen Cross River i Nigeria mellan 29 maj 1999 och 29 maj 2007.